# اهویمانو (هاوایی)
اهویمانو، هاوایی (به انگلیسی: Ahuimanu, Hawaii) یک منطقهٔ مسکونی در ایالات متحده آمریکا است که در هاوائی واقع شده‌است.

## خصوصیات
اهویمانو ۷٫۰ کیلومترمربع مساحت و ۸٬۸۱۰ نفر جمعیت دارد و ۲۵ متر بالاتر از سطح دریا واقع شده‌است.